# Айта (река)
Айта — река в России, протекает по Муезерскому району Карелии.
Исток — озеро Айта. Устье реки находится в 5,8 км по правому берегу реки Салмы. Длина реки составляет 7,4 км, площадь водосборного бассейна — 79,5 км². Река протекает вдали от населённых пунктов.

## Данные водного реестра
По данным государственного водного реестра России относится к Балтийскому бассейновому округу, водохозяйственный участок реки — Реки Карелии бассейна Балтийского моря на границе РФ с Финляндией, включая оз. Лексозеро. Относится к речному бассейну реки Реки Карелии бассейна Балтийского моря.
Код объекта в государственном водном реестре — 01050000112102000010310.